# Sæmundur Jónsson
Sæmundur Jónsson (1154 – 7 de noviembre de 1222) fue un caudillo medieval y goði de Oddi, Rangárvellir en Islandia.
Pertenecía al clan Oddaverjar, hijo de Jón Loftsson y descendiente directo de Sæmundur fróði Sigfússon. Heredó la hacienda de su padre y era un hombre muy respetado. Cuando obtuvo el control de su hacienda, el clan ya estaba en declive, sobre todo tras la muerte de su hermano, el obispo Páll Jónsson en 1211. Los Sturlungar todavía no se habían dado a conocer cuando el clan de Sæmundur Jónsson ya gozaba de prestigio y gran influencia. Tuvo un serio enfrentamiento con Guðmundur dýri Þorvaldsson por la muerte de su oponente Önundur Þorkelsson.
También aparece citado en la saga de Grettir.

## Descendencia
Sæmundur casó varias veces, igual que su padre tuvo amplia descendencia legítima e ilegítima:
1. Con Ingveldur Indriðadóttir (n. 1160), tuvo cuatro hijos: Vilhjálmur (n. 1176), Haraldur (n. 1178), Andrés (n. 1180) y Filippus (n. 1182).
2. Con Ungfrú Vigfúsdóttir (n. 1164), tuvo dos hijos: Páll (1186 - 1216) y Margrét (n. 1188).
3. Con Valgerður Jónsdóttir (n. 1168), tuvo dos hijos: Solveig, que se casaría con Sturla Sighvatsson, y  Ragnhildur (n. 1198).
4. Con Þorbjörg (n. 1180), tuvo tres hijos: Björn (n. 1214), Helga (n. 1216) y Hálfdan Sæmundsson.